# Hypsiboas melanopleura
Hypsiboas melanopleura es una especie de anfibios de la familia Hylidae. Es endémica del Perú. Ahora Boana melanopleura.
Sus hábitats naturales incluyen montanos secos, ríos, marismas de agua dulce y corrientes intermitentes de agua.